# Bendiganahalli, Bangalore South
Bendiganahalli là một làng thuộc tehsil Bangalore South, huyện Bangalore Urban, bang Karnataka, Ấn Độ.